# Bacopa oxycalyx
Bacopa oxycalyx là một loài thực vật có hoa trong họ Mã đề. Loài này được Alain mô tả khoa học đầu tiên năm 1968.